# Henry et June
Pour plus de détails, voir Fiche technique et Distribution.
Henry et June est un film dramatique américain réalisé par Philip Kaufman et sorti en 1990. Il s'agit d'une adaptation du livre Henry et June, cahiers secret (en) de l'écrivaine américaine Anaïs Nin, ouvrage qui raconte les liens de cette dernière avec l'écrivain Henry Miller et sa femme June.

## Synopsis
En 1931, à Paris,  Anaïs Nin vit une relation stable avec son mari Ian Hugo. Lorsque Anaïs Nin rencontre Henry Miller, elle voit en lui un homme rude de New York. Il est écrivain et travaille sur son premier livre. Anaïs Nin voit le couple formé par Henry et June Miller comme ayant le style de vie libéré et bohémien qu'elle recherchait par-dessus tout. Anaïs Nin va alors entraîner le couple dans une relation tourmentée, en ayant une aventure avec Henry Miller, mais également en séduisant June.
Finalement, Anaïs Nin aide Henry Miller à publier son roman Tropique du Cancer, mais accélère dans le même temps la séparation des Miller, alors qu'elle retourne vers son mari Hugo.

## Fiche technique
- Titre original : Henry and June
- Titre français : Henry et June
- Réalisation et scénario : Philip Kaufman, d'après le roman d'Anaïs Nin
- Photographie : Philippe Rousselot
- Musique : Mark Adler
- Montage : Dede Allen
- Production : Peter Kaufman
- Société de distribution : Universal Pictures
- Pays d'origine :  Royaume-Uni
- Langue originale : anglais
- Lieux de tournage : États-Unis, Paris 5e arrondissement
- Format : couleur (Technicolor) - 35 mm - 1,85:1 - son Dolby
- Genre : Film dramatique
- Durées : 143 minutes
- Dates de sortie :
  - États-Unis : 5 octobre 1990
  - France : 10 octobre 1990
  - Royaume-Uni : 23 novembre 1990

## Distribution
- Fred Ward (VF : Bernard Tiphaine) : Henry Miller
- Uma Thurman (VF : Joëlle Brover) : June Miller
- Maria de Medeiros (VF : elle-même) : Anaïs Nin
- Richard E. Grant (VF : Daniel Martin) : Hugo Guiler
- Kevin Spacey (VF : Éric Herson-Macarel) : Richard Osborn
- Jean-Philippe Écoffey (VF : lui-même) : Eduardo Sanchez
- Bruce Myers (VF : Jean-Pierre Dorat) : Jack
- Féodor Atkine (VF : lui-même) : Francisco Miralles Arnau (en) dit « Paco », le professeur de danse espagnole
- Sylvie Huguel : Emilia
- Artus de Penguern : Brassaï
- Pierre Étaix : l'ami de Henry no 1
- Pierre Edernac : l'ami de Henry no 2 (magicien)
- Gaëtan Bloom : l'ami de Henry no 3 (magicien)
- Brigitte Lahaie (VF : elle-même) : une prostituée
- Annie Fratellini (VF : elle-même) : la tenancière du bordel
- Gary Oldman (crédité Maurice Escargot) : Pop
- Juan Luis Buñuel : un éditeur

## Production
Alec Baldwin avait initialement été engagé pour interpréter Henry Miller. Très peu de temps avant le début du tournage, il abandonne le film et est remplacé par Fred Ward. Bruce Willis avait avant tout cela été envisagé.
Ce film marque la dernière apparition au cinéma d'Annie Fratellini.
Le tournage a lieu à Paris, notamment dans le 7e arrondissement,.

## Sortie et accueil

### Classement
Henry et June a entrainé une modification du code de classification des films contrôlé par la MPAA. Pour assurer la distribution du film, un nouveau label a été créé entre R (Restricted : interdit aux moins de dix-sept ans non accompagnés) et X (pornographique) : le label NC-17, interdit aux moins de dix-sept ans,.

## Distinctions
- Nomination à l'Oscar de la meilleure photographie pour Philippe Rousselot
- Compétition officielle à la Mostra de Venise 1990